# Liste der Monuments historiques in Le Pin (Charente-Maritime)
Die Liste der Monuments historiques in Le Pin (Charente-Maritime) führt die Monuments historiques in der französischen Gemeinde Le Pin auf.

## Liste der Objekte
Zum Verständnis siehe: Kirchenausstattung
| Bezeichnung | Beschreibung                  | Standort                       | Kennzeichnung | Schutzstatus | Datum | Bild |
| ----------- | ----------------------------- | ------------------------------ | ------------- | ------------ | ----- | ---- |
| Glocke      | Bronze, 1770 gegossen         | in der Kirche St-Martin (Lage) | PM17000233    | Classé       | 1908  |      |
| Altarvorbau | Holz, bemalt, 18. Jahrhundert | in der Kirche St-Martin (Lage) | PM17000695    | Classé       | 1991  |      |
| Taufbecken  | Stein, 18. Jahrhundert        | in der Kirche St-Martin (Lage) | PM17000909    | Inscrit      | 1976  |      |